# VPK Packaging
VPK Packaging este o companie belgiană producătoare de ambalaje de carton.
În anul 2008, compania deținea 26 de fabrici în 12 țări și avea 3.000 de angajați.
Număr de angajați în 2011: 3.200
Cifra de afaceri în 2007: 617 milioane euro.

## VPK Packaging în România
În 2007, VPK Packaging a deschis la Salonta o fabrică, în urma unei investiții de 20 de milioane de euro, unde produce cutii și plăci din carton ondulat.
Fabrica se întinde pe o suprafață totală de 20.000 metri pătrați, capacitatea anuală de producție fiind de 35.000 tone.
Tot la Salonta își desfășoară activitatea și fabrica de tuburi de carton COREX România, parte a VPK Packaging Group.
COREX România produce tuburi de carton pentru mai multe tipuri de aplicații industriale (folie, hârtie, bandă izolatoare).
Număr de angajați:
- 2014: 200[3]
- 2011: 143[2]
- 2009: 50[2]

Cifra de afaceri în 2011: 13,4 milioane euro